# Saint-Rome-de-Cernon
 Saint-Rome-de-Cernon  là một xã ở tỉnh Aveyron, thuộc vùng Occitanie ở miền nam nước Pháp.